# 伊莎貝·阿言德
伊莎貝·阿言德（西班牙語：Isabel Allende，西班牙語：[isaˈβel aˈʝende] ⓘ，1942年8月2日—），智利女作家，阿连德的作品有时包含“魔幻现实主义”类型的各个方面，代表作有《精靈之屋》（1982年）和《野兽之城》（2002年），她被称为“世界上最广为人知的西班牙语作家”。2004年，阿连德入选美国艺术暨文学学会，2010年获得智利国家文学奖。美国总统贝拉克·奥巴马授予她2014年總統自由勳章。
阿连德的小说通常基于她的个人经历和历史事件，并向女性的生活致敬，同时将神话和现实主义的元素融合在一起。她曾在许多美国大学巡回讲授文学。阿连德能用流利的英语作为第二语言，于1993年获得美国公民身份，自1989年以来一直住在美國加州。

## 生平
1942年出生於秘魯首都利馬，是弗朗西斯卡·略纳·巴罗斯（Francisca Llona Barros）和托马斯·阿连德的女儿，后者当时是智利大使馆的二等秘书。其堂伯父（即她父親的堂兄弟）是1970年至1973年的智利总统萨尔瓦多·阿连德。
1945年，在托马斯离开家庭之后，伊莎贝尔的母亲带着她的三个孩子搬到了智利的圣地亚哥，他们在那里一直生活到1953年。1953年，阿连德的母亲嫁给了拉蒙·惠多布罗，一家人经常搬家。惠多布罗是一名被任命到玻利维亚和贝鲁特的外交官。在玻利维亚的拉巴斯，阿连德上了一所美国私立学校；而在黎巴嫩的贝鲁特，她上了一所英国私立学校。1958年，他们全家回到了智利，阿连德也在那里接受了短暂的家庭教育。在青年时期，她广泛阅读，特别是威廉·莎士比亚的作品。1970年，萨尔瓦多·阿连德任命惠多布罗为驻阿根廷大使。
在智利生活期间，阿连德完成了她的中学学业，并遇到了工程系学生米格尔·弗里亚斯，她于1962年与之结婚。他们有两个孩子，一个儿子和一个女儿。
据报道，“阿连德很早就结婚了，进入了一个英国人的家庭，过着一种双重生活：在家里，她是一个听话的妻子和两个孩子的母亲；在公开场合，她在翻译了芭芭拉·卡特兰的作品之后，成为一个中等知名度的电视人，一个戏剧家和一个女权主义杂志的记者”。
从1959年到1965年，阿连德在圣地亚哥的联合国粮食和农业组织工作，然后在布鲁塞尔和欧洲的其他地方工作。在智利的短时间内，她还有一份将爱情小说从英语翻译成西班牙语的工作。然而，她被解雇了，因为她擅自修改了女主人公的对话，使她们听起来更有智慧，还改变了灰姑娘的结局，让女主人公找到更多的独立性，并在世界上做好事。
阿连德和弗里亚斯的女儿保拉于1963年出生；她于1992年去世。1966年，阿连德再次回到智利，她的儿子尼古拉斯在这一年出生。

### 流亡委内瑞拉
1973年，萨尔瓦多·阿连德在奥古斯托·皮诺切特将军领导的政变中被推翻。伊莎贝尔发现自己在为“通缉名单”上的人安排安全通道，她一直这样做，直到她的母亲和继父侥幸逃脱暗杀。当她自己被列入名单并开始收到死亡威胁时，她逃到了委内瑞拉，在那里待了13年。 正是在这段时间里，阿连德写下了她的处女作《幽灵之家》。阿连德曾说过，她从智利的逃亡使她成为一个严肃的作家：“如果我留在智利，我想我不会成为一名作家。我将被困在杂务中，被困在家庭中，被困在人们期望我成为的那个人中。”阿连德认为，作为父权制家庭中的女性，她没有被期望成为一个“解放”的人。她的许多小说中都有压迫和解放的历史，在这些小说中，女性与父权制领导人的理想相抗衡。在委内瑞拉，她是国家大报《国家报》的专栏作家。1978年，她开始与米格尔·弗里亚斯暂时分居。她在西班牙生活了两个月，然后回到了她的婚姻中。

### 中年生活
1987年，她与第一任丈夫米格尔·弗里亚斯离婚。1988年，阿连德在访问加利福尼亚的旅途中，遇到了她的第二任丈夫，加利福尼亚律师和小说家威廉·C·「威利」·戈登。他们于1988年7月结婚。1994年，她被授予加芙列拉·米斯特拉尔荣誉勋章，是第一位获得这一荣誉的女性。阿连德居住在加利福尼亚州的圣拉斐尔。她的大部分家人都住在附近，她的儿子和他的第二任妻子以及她的孙子孙女就在山下，住在她和第二任丈夫腾出的房子里。2015年4月，她与戈登分开。
2004年，獲選美國文學藝術院院士。2006年，她是意大利都灵冬奥会开幕式的八名旗手之一。她在2007年TED大会上发表了《激情的故事》的演讲。2008年，阿连德因其“作为文学艺术家和人道主义者的杰出贡献”而获得旧金山州立大学颁发的荣誉学位人文博士。2014年，阿连德因其对文学的贡献获得哈佛大学颁发的荣誉文学博士学位。
2019年，她与来自纽约的律师罗杰·库克拉斯结婚。
虽然没有像她的一些当代作家那样公开发表政治言论，但她在2016年唐纳德·特朗普当选后对他和他的政策表示蔑视，后来她在2020年总统选举期间支持民主党人乔·拜登。她还经常为她父亲的表哥萨尔瓦多·阿连德辩护。

#### 基金会
阿连德于1996年12月9日成立了伊莎贝尔·阿连德基金会，以纪念她的女儿保拉·弗里亚斯·阿连德，她因卟啉症的并发症而陷入昏迷。保拉在1992年去世时只有29岁。该基金会“致力于支持促进和维护妇女和儿童获得权力和保护的基本权利的项目”。

## 写作生涯
阿连德自1967年开始成为《宝拉》杂志的编辑部成员，这是智利唯一的女权主义杂志。1969年至1974年是儿童杂志《Mampato》的编辑部成员，后来成为该杂志的编辑。她出版了两个儿童故事《La Abuela Panchita》和《Lauchas y Lauchones》，以及一本文集《Civilice a Su Troglodita》。1970年至1974年，她还在智利第7和第13频道从事电视节目制作。作为一名记者，她曾寻求采访诗人巴勃罗·聂鲁达。聂鲁达同意了这次采访，他告诉她，她的想象力太丰富了，不适合做记者，而应该成为一名小说家。他还建议她把她的讽刺专栏编成书──她这样做了，这成为她的第一本出版的书。1973年，阿连德的戏剧《大使》在圣地亚哥演出，在她因政变而被迫逃离该国的几个月前。
在委内瑞拉期间，阿连德从1976年到1983年是加拉加斯《国家报》的自由记者，从1979年到1983年是加拉加斯马罗科学校的行政人员。
1981年，在加拉加斯时，阿连德接到一个电话，告知她99岁的祖父已接近死亡，她坐下来给他写了一封信，希望以此“让他活着，至少在精神上”。这封信演变成了一本小说《幽灵之家》；这部作品旨在驱除皮诺切特独裁政权的幽灵。这本书被许多拉丁美洲的出版商拒绝，但最终在布宜诺斯艾利斯出版。这本书的西班牙语版本很快就超过了20多个，并被翻译成了几十种语言。阿连德被誉为加布里埃尔·加西亚·马尔克斯。
虽然阿连德经常被引为魔幻现实主义的实践者，但她的作品也显示出后拉美文学爆炸的元素。阿连德还坚持非常严格的写作程序。她在电脑上写作，周一至周六，9:00至19:00工作。“我总是从1月8日开始”，阿连德说：「这个传统是她在1981年开始的，她写给她临终祖父的信，后来成为《幽灵之家》。」
阿连德的《保拉》（1995）一书是她在圣地亚哥的童年和流亡岁月的回忆录。这本书是以给她女儿的一封痛苦的信的形式写的。1991年，保拉的一次用药错误导致了严重的脑损伤，使她处于持续的植物人状态。阿连德在保拉的床边待了几个月，才得知是医院的失误导致了脑损伤。阿连德让保拉转移到加利福尼亚的一家医院，她于1992年12月6日去世。
阿连德的小说已被翻译成42种以上的语言，销售量超过7700万册。它侧重于她与家人的生活，其中包括她长大的儿子尼古拉斯、第二任丈夫威廉·戈登和几个孙子。2010年出版了一部以新奥尔良为背景的小说《深海岛屿》。2011年出版了《玛娅记事本》，其中的背景在加利福尼亚州的伯克利和智利的奇洛埃以及内华达州的拉斯维加斯之间交替出现。

## 评价
《拉丁美洲领导人》杂志在2007年的一篇文章中称她为“文学传奇”，称她是世界上第三大最具影响力的拉丁美洲领导人。
她的作品引起了一些负面的批评。在《Entre paréntesis》上发表的一篇文章中，罗伯托·波拉尼奥称阿连德的文学作品是贫血的，把它比作“一个临终的人”，后来又称她是“一台写作机器，而不是一个作家”。 文学评论家哈罗德·布鲁姆说，阿连德只“反映了一个确定的时期，之后大家就会忘记她”。 小说家贡萨洛·孔特雷拉斯说，”她犯了一个严重的错误，把商业成功和文学质量混淆起来“。
阿连德对《El Clarín》说，她认识到她在智利并不总是得到好的评价，并说智利的知识分子“厌恶”她。然而，她并不同意这些评价：
人们认为当你卖出很多书的时候，你就不是一个严肃的作家，这是对读者群的极大侮辱。当人们试图说这种话时，我有点生气。在一家美国报纸上有一篇关于我的最后一本书的评论，作者是一位拉丁美洲研究的教授，他对我进行了人身攻击，唯一的理由是我卖了很多书。这是不可原谅的。
有人说，”阿连德对拉丁美洲和世界文学的影响怎么估计都不过分。“《洛杉矶时报》称阿连德是“一个天才”，她获得了许多国际奖项，包括授予“对世界的美有贡献”的作家的多萝西和莉莲-吉什奖。

## 作品
伊莎貝·阿言德著有多部長篇小說、回憶錄、短篇小說集。
- 《精靈之屋》或譯《幽灵之家》（La casa de los espiritus, 1982）
- 《愛情與陰影》（De amor y de sombra）
- 《伊娃露娜的故事》（Cuentos de Eva Luna）
- 《春膳》
- 《天鷹與神豹的回憶》三部曲：《怪獸之城》、《金龍王國》、《矮人森林》
- 《感官回忆录》
- 《佐罗》
- 《我亲爱的伊内斯》
- 《深海岛屿》
- 《冬天之外》
- 《日本情人》
- 《玛娅记事本》

## 风格
她的作品被划分为著名的文学流派post-boom，虽然有些学者更喜欢称它为“Novísima literatura”，这个文学潮流的特点在于回归现实主义，一篇简单易于阅读的散文那么便免于对新的写作形式的担忧，在历史中的重点，地方性的文化，等等。